# Междуречье (Ярославская область)
Междуречье — деревня в Гаврилов-Ямского района Ярославской области. Входит в состав Заячье-Холмского сельского поселения.

## История
В 1965 г. Указом Президиума ВС РСФСР деревня Новое Чертаково переименована в Междуречье.

## Население
| 2007 | 2010 |
| ---- | ---- |
| 8    | ↗19  |